# Barringer-Krater
Koordinaten: 35° 1′ 38″ N, 111° 1′ 22″ W

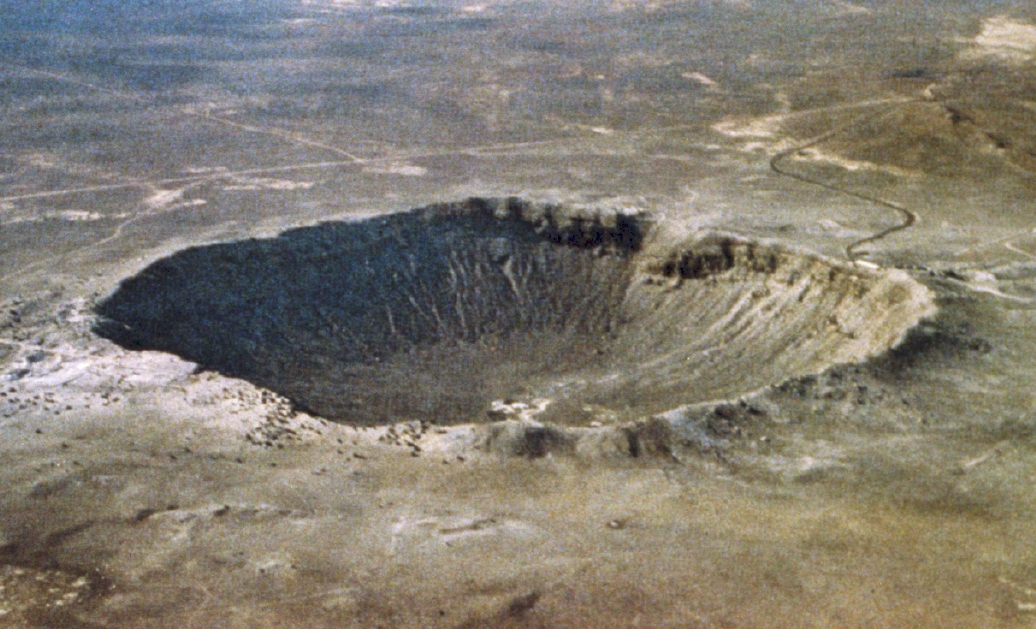
Luftbild des Barringer-Kraters

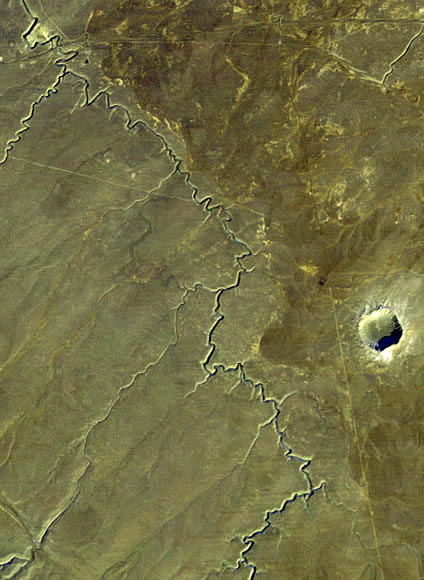
Satellitenbild des Barringer-Kraters

Der Barringer-Krater, auch Meteor Crater, ist ein Einschlagskrater des Meteoriten Canyon Diablo im Coconino County, Arizona, Vereinigte Staaten. Der Einschlagsort liegt auf dem südlichen Colorado-Plateau, nahe dem Canyon Diablo östlich von Flagstaff und ist durch das Wüstenklima  besonders gut erhalten.
Der Krater wurde von Eugene Shoemaker wissenschaftlich beschrieben und durch seine Forschung als erster als solcher beschriebener Krater anerkannt, der durch den Einschlag eines Meteoriten entstanden ist. Er ist nach dem Bergbauingenieur und Geschäftsmann Daniel Barringer benannt, der Anfang des 20. Jahrhunderts den Krater untersuchte. Das Gelände ist in Privatbesitz und wird als Touristenattraktion vermarktet.

## Beschreibung
Der Krater hat einen Durchmesser von etwa 1200 m, eine Tiefe von 180 m und wird von einem Wall umgeben, der durch den Auswurf des Einschlags entstanden ist und sich etwa 30 bis 60 m über das umliegende Plateau erhebt. An der Kraterwand kann die obere Schichtfolge des südlichen Colorado-Plateaus abgelesen werden. Beim Einschlag des Meteoriten vor etwa 50.000 Jahren lag durch Erosion die etwa 240 Millionen Jahre (mya) alte Moenkopi-Formation frei. Sie stammt aus dem frühen bis mittleren Trias und besteht aus Sandstein mit auffallend roter Farbe. Sie ist als dünne Schicht am oberen Kraterrand zu erkennen. Der größte Teil des Kraterrands besteht aus Kaibab-Kalkstein, einer Schicht aus dem Perm mit einem Alter von rund 250 Millionen Jahren. Im unteren Bereich des Kraterrands sind der Coconino-Sandstein und vereinzelt Toroweap-Kalkstein aufgeschlossen; sie stammen aus dem frühen Perm vor rund 260 mya. Bohrungen im Kraterinneren haben gezeigt, dass darunter die übliche Schichtung der Region mit dem Supai-Sandstein aus dem Übergang zwischen Pennsylvanium und Perm um 300 mya fortgesetzt wird. Im Inneren des Kraters und auf dem Plateau um den Kraterrand liegen dünne, überwiegend fluviale Sedimente aus Pleistozän und Holozän, die jünger sind als der Einschlag. Am Rand des Kraterbodens unterhalb der Kraterwand finden sich Ablagerungen von Talus, sowie im Inneren und auf dem äußeren Kraterwall Brekzien, darunter auch Lechatelierit, das durch Druck und Hitze beim Einschlag entstanden ist. Teile des Materials wurden beim Einschlag ausgeworfen und sind zum Teil aus großer Höhe wieder herabgefallen, was sich aus der geringen Größe der Brekzie-Bruchstücke von im Durchschnitt nur 2 cm (bis zu 30 cm) nachweisen lässt. Der Kraterwall zeigt im Osten teilweise eine umgekehrte Schichtung gegenüber der Kraterwand.

## Entstehung

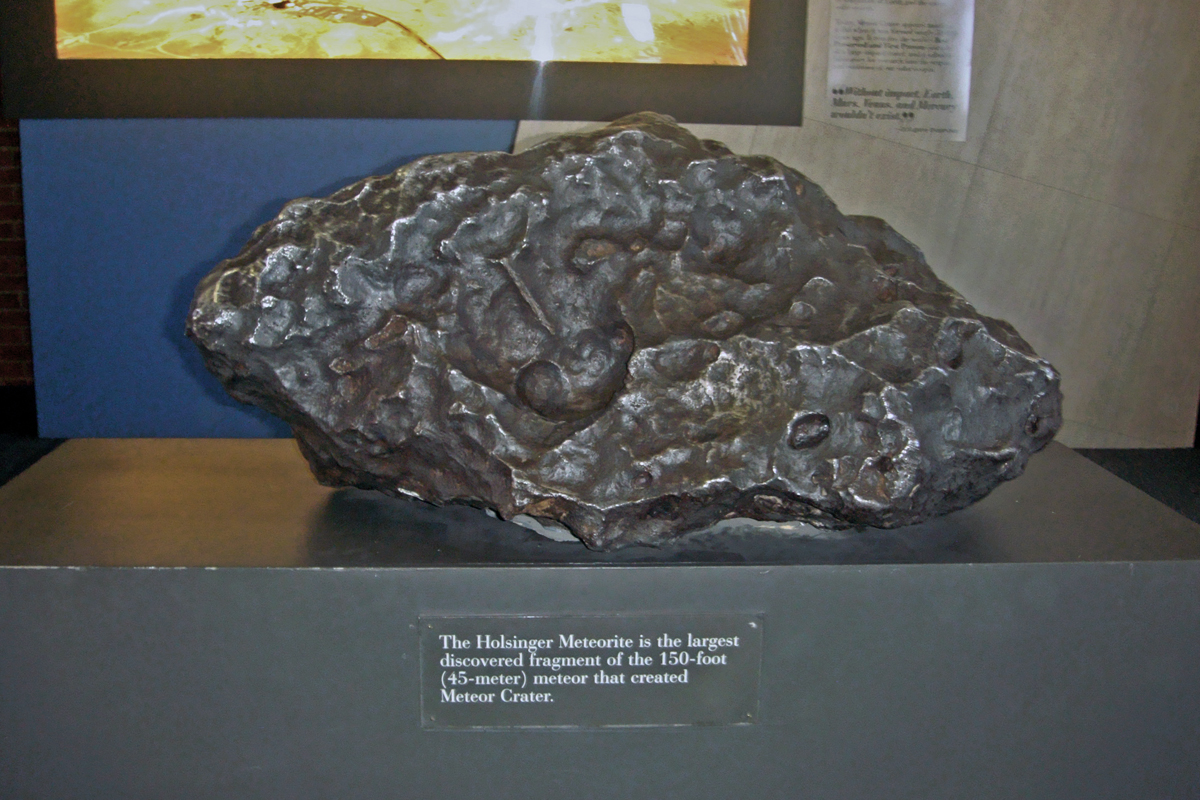
Das „Holsinger“-Fragment des Meteoriten Canyon Diablo, Bruchstück des Meteors (das größte gefundene), im Museum des Kraters

Der Einschlag des Meteoriten fand vor ungefähr 50.000 Jahren statt. Zum Zeitpunkt des Einschlags war das Klima des Colorado-Plateaus kühler und feuchter. Das Gebiet war Grasland mit eingestreuten Wäldern, in dem Wollhaarmammuts, Riesenfaultiere und Kamele beheimatet waren.
Der einschlagende Meteorit hatte einen Durchmesser von 45 Metern, wog 300.000 Tonnen und bestand im Wesentlichen aus Eisen. Er traf mit einer Geschwindigkeit von ungefähr 15–30 km/s (~ 55.000–110.000 km/h) auf. Der Einschlag verursachte eine Explosion, die in etwa dreimal so stark wie das Tunguska-Ereignis war. Der direkte Aufprall überstieg die Druckfestigkeit des Gesteins und löste eine Druckwelle aus, die radial vom Einschlagpunkt fortlief. Seitlich wurde eine Aufwärtsbewegung ausgelöst. Dabei wurden ungefähr 175 Millionen Tonnen Gestein weggeschleudert, darunter auch 30 Meter große Kalksteinblöcke. Am Einschlagpunkt wurde das Material aufgeschmolzen und verdampft, so dass neue Mineralien gebildet wurden, unter anderem Diamanten und Lonsdaleiten. Der Einschlag führte zu einem Erdbeben, dessen Stärke auf 5,5 nach der Momenten-Magnituden-Skala geschätzt wird.
In einem Umkreis von vier Kilometern wurde alles Leben ausgelöscht, der entstandene Feuerball breitete sich auf etwa 10 Kilometer aus, die Druckwelle verwüstete mit einer Geschwindigkeit von 2.000 km/h alles im Umkreis von 14 bis 22 km. Außerhalb erreichte sie bis zu einer Entfernung von 40 Kilometern noch Hurrikanstärke. Trotz dieser gewaltigen Zerstörungen hatte der Einschlag keine globalen Auswirkungen, und die Region wurde vermutlich von der lokalen Flora und Fauna bereits innerhalb eines Jahrhunderts wiederbesiedelt.

## Forschungsgeschichte
Der Krater wurde 1871 durch Kartographen der US Army entdeckt. 1896 untersuchte Grove Karl Gilbert, leitender Geologe der United States Geological Survey, den Krater und nahm an, dass es sich um eine Erscheinungsform von Vulkanismus handle, weil er keine Spuren des von ihm im Fall eines Einschlagskraters vermuteten Eisens im Kraterinneren finden konnte. 1902 erfuhr der Bergbauingenieur und Geschäftsmann Daniel Moreau Barringer, der in Arizona eine Silbermine betrieb, von dem Krater und der These vom Meteoriteneinschlag. Er sicherte sich den Claim in der Hoffnung auf den Fund großer Mengen elementaren Eisens und Nickels und nahm genaue Untersuchungen vor. Die Metalle fand er nicht. Spätere Forschungsarbeiten 1960 durch Eugene Shoemaker untersuchten Parallelen zwischen dem Barringer-Krater und den Kratern, die bei unterirdischen Atombombentests bei Yucca Flats in Nevada entstanden waren. Shoemaker zeigte, dass die Umgebung mit Materialien gesäumt ist, die deutliche Spuren von enormen Drücken und hohen Temperaturen aufwiesen, wie man es bei einem Meteoriteneinschlag erwartet. Es handelte sich um den ersten Krater, dessen Ursprung eindeutig auf einen Meteoriteneinschlag zurückgeführt werden konnte.
Seit der Entdeckung durch die europäischen Siedler fand man in den Ebenen um den Krater ungefähr 30 Tonnen Stücke meteoritischen Eisens des den Krater verursachenden Canyon-Diablo-Meteoriten. Barringer versuchte 27 Jahre lang erfolglos, die Hauptmasse des Eisenmeteoriten im Kraterinneren zu finden. Dieser war jedoch zum größten Teil beim Einschlag verdampft.
Es gibt auch einen gleichnamigen Krater Barringer auf dem Mond, der jedoch außer seinem Namen keine weitere Beziehung zu dem irdischen Krater hat.

## Trivia
Im Science-Fiction-Film Starman aus dem Jahr 1984 wird der Außerirdische im Krater von einem Raumschiff seiner Heimat abgeholt.